# Clavipalpus cochleatus
Clavipalpus cochleatus är en skalbaggsart som beskrevs av Hermann Burmeister 1855. Clavipalpus cochleatus ingår i släktet Clavipalpus och familjen Melolonthidae. Inga underarter finns listade i Catalogue of Life.